# Hexagon Theatre

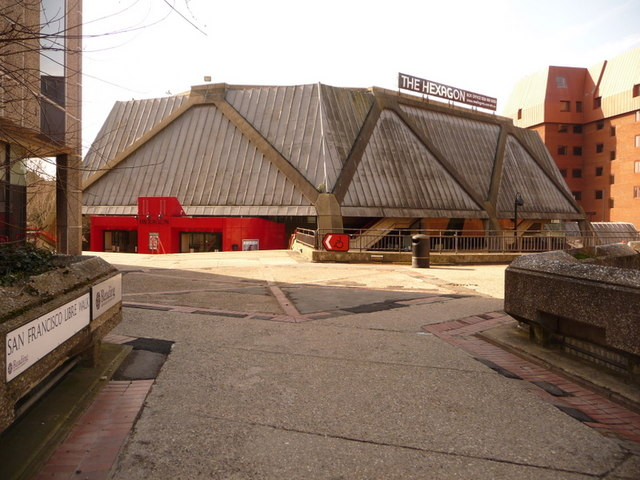
Hexagon Theatre

Hexagon Theatre − centrum widowiskowe znajdujące się w samym centrum miejscowości Reading w hrabstwie Berkshire w Anglii. Swoją nazwę zawdzięcza swojej architekturze – jest bowiem zbudowany na planie sześciokąta.
Hexagon Theatre jest przede wszystkim miejscem, w którym wystawiane są sztuki teatralne. Budynek ten jest w stanie pomieścić 1200 widzów. W Hexagon Theatre odbywają się też liczne wystawy malarskie. Pośród wydarzeń kulturalnych nie brakuje również koncertów muzyki poważnej, ale także koncertów pop, rock.
Miejsce to jest znane także miłośnikom snookera. To właśnie tutaj w latach 1984–1993 rozgrywane były snookerowe turnieje Grand Prix.